# Francis Chouat
Francis Chouat (20 de dezembro de 1948 – 27 de julho de 2024) foi um político francês do partido Renascimento (RE), que representou o primeiro eleitorado de Essonne desde que ganhou uma eleição suplementar em 2018.

## Vida pessoal
O seu irmão Didier Chouat também foi parlamentar.